# Noorden
Noorden (52°10′N 4°50′E / 52.167, 4.833) es un pueblo situado en Holanda Meridional, una provincia de los Países Bajos. Noorden pertenece al municipio de Nieuwkoop y está situada a 15 km al norte de Woerden.
En 2001, el pueblo de Noorden tenía 975 habitantes. El área urbana del pueblo es 0.18 km² en que viven 337 personas.

## Fotos

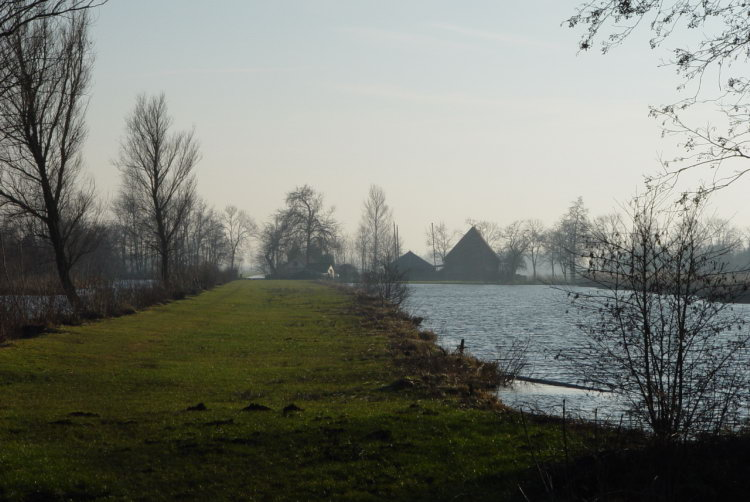
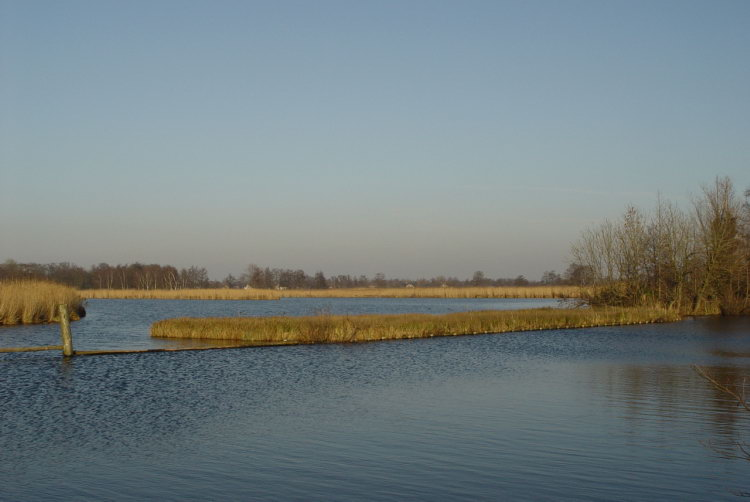
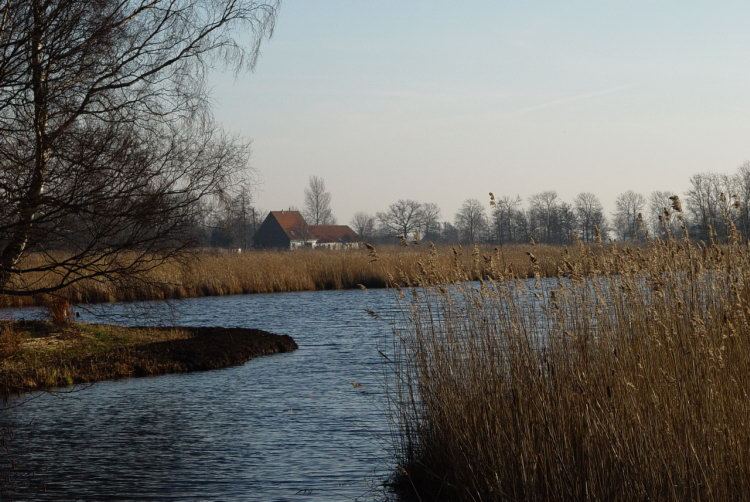
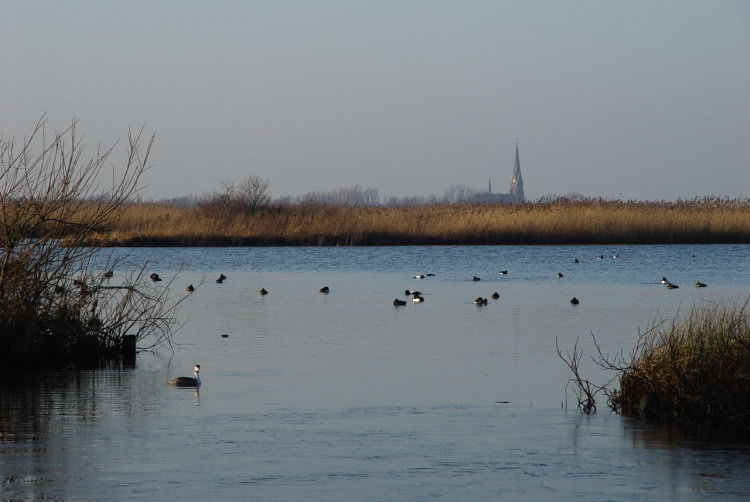
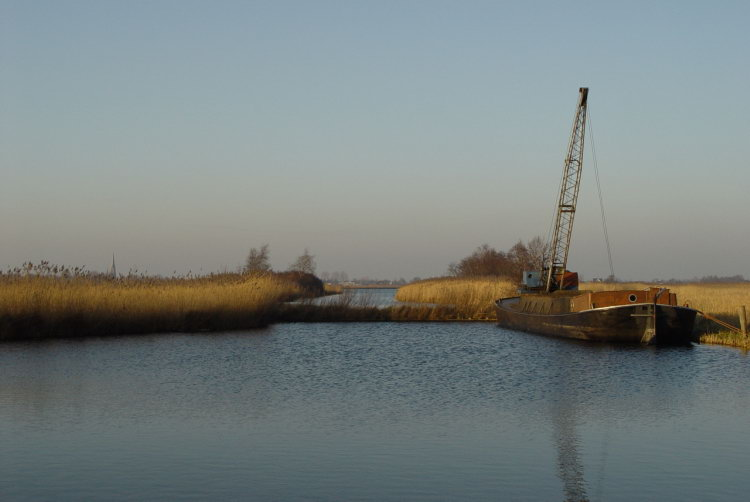
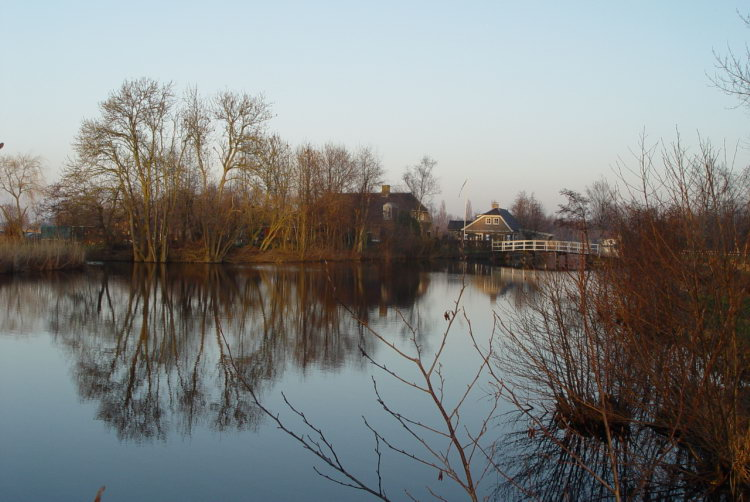
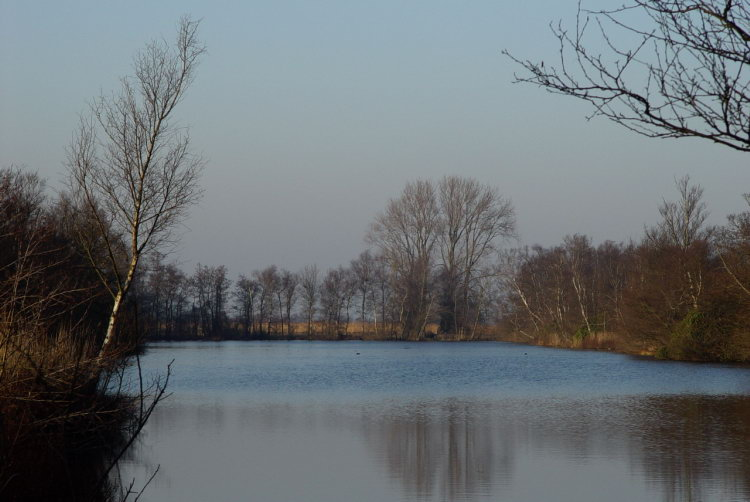